# سایفر(پادکست)
سایفر پادکستی علمی تخیلی در ژانر هیجان انگیز با حضور آنیا چالوترا و چنس پردومو است که از بی‌بی‌سی منتشر می‌شود.

## پس زمینه
این پادکست از اواخر دسامبر 2020 شروع به کار کرد و به رتبه 1 جدول درام آی‌تیونز و همچنین رتبه 5 در نمودار داستانی رسید.  این پادکست در طول همه گیری COVID-19 ضبط شده و    توسط گلدهاوک تهیه شده است.  این نمایش در بی بی سی ساوندز پخش می‌شود و به صورت کلکسیون جعبه‌ای در دسترس است.  جان درایدن، کارگردان فهرست مسافران کارگردانی سایفر را نیز بر عهده داشته است.  در این پادکست، آنیا چالوترا و چنس پردومو ایفای نقش می کنند.   سایفر یک پادکست علمی تخیلی هیجان انگیز است که داستان قهرمانی به نام سابرینا را دنبال می کند.  این پادکست نامزد بهترین پادکست داستانی در سال 2021 در جوایز وبی بود. 